# Golubinjak
Golubinjak este o arie protejată (sit de importanță comunitară — SCI) din Croația întinsă pe o suprafață de 51,28 ha, integral pe uscat.

## Localizare
Centrul sitului Golubinjak este situat la coordonatele 45°21′11″N 14°45′58″E / 45.35298°N 14.76603°E.

## Înființare
Situl Golubinjak a fost declarat sit de importanță comunitară în iulie 2013 pentru a proteja 1 specie de plante și 1 specie de animale.

## Biodiversitate
Situată în ecoregiunea alpină, aria protejată conține 1 habitat natural: Peșteri inaccesibile publicului.
La baza desemnării sitului se află mai multe specii protejate:
- plante (1): Buxbaumia viridis
- nevertebrate (1): Leptodirus hochenwartii